# Selenodesmium obscurum
Selenodesmium obscurum là một loài dương xỉ trong họ Hymenophyllaceae. Loài này được Blume Copel. mô tả khoa học đầu tiên năm 1938.